# Batucada Jazz
Batucada Jazz från 2009 är ett musikalbum med Magnus Lindgren. Musiken är skriven och arrangerad för batucada, en brasiliansk slagverksorkester och skivan är inspelad med brasilianska musiker.

## Låtlista
Alla låtar är skrivna av Magnus Lindgren om inget annat anges.
1. Alligator (Magnus Lindgren/Carlos Mazula) – 6:51
2. Elbow Style – 5:45
3. Rio Shadow – 4:18
4. Copaflat (Magnus Lindgren/Carlos Mazula) – 4:08
5. Soofa – 6:25
6. Farofa (Magnus Lindgren/Carlos Mazula/Magnum Coltrane Price) – 3:29
7. Flutish – 6:19
8. Dalodrum – 4:38
9. Djungledance – 3:37
10. Batucada Jazz – 6:32
11. Never Let Go – 3:27
12. No More Words – 6:55

## Medverkande
- Magnus Lindgren – tenorsax, flöjt, klarinett, bas, gitarr, slagverk, sång
- Kiko Continentino – piano
- Leonardo Amuedo – gitarr
- Armando Marçal – slagverk, sång
- Pirulito – slagverk
- Sebastian Notini – slagverk
- Robert Ikiz – slagverk
- Ney Conceiçâo – bas
- Magnum Coltrane Price – bas, sång
- Fredrik Jonsson – bas
- Magnus Persson – trummor
- Carlos Mazula – sång
- Renato & Eder – sång
- Sandinho – sång
- Alexandro – sång
- Nils Landgren – trombon

## Mottagande
Skivan fick ett gott mottagande när den kom ut med ett genomsnitt på 4,2/5 baserat på sex recensioner.